# Karakumia nigra
Karakumia nigra är en tvåvingeart som beskrevs av Paramonov 1927. Karakumia nigra ingår i släktet Karakumia och familjen svävflugor.
Artens utbredningsområde är Turkmenistan. Inga underarter finns listade i Catalogue of Life.